# Sina Tölzel
Sina Tölzel (* 5. Oktober 2006) ist eine deutsche Fußballspielerin.

## Karriere

### Vereine
Tölzel begann in Burgebrach bei der Juniorenfördergemeinschaft Steigerwald mit dem Fußballspielen – als Torhüterin. Zur Saison 2022/23 wechselte sie in die B-Jugendmannschaft des 1. FC Nürnberg. In der Staffel Süd der B-Juniorinnen-Bundesliga trug sie mit 14 von 18 Saisonspielen zum zweiten Platz bei.
Von Oktober 2022 bis Juni 2024 hatte sie auch dem Kader der ersten Mannschaft angehört, mit der sie ohne Pflichtspieleinsatz am Saisonende in die Bundesliga aufgestiegen war. Ihr Bundesligadebüt hatte sie zum Saisonausklang am 20. Mai 2024 beim 2:1-Sieg im Heimspiel gegen den MSV Duisburg mit Einwechslung für Lea Paulick in der 74. Minute gegeben. Sie hatte den Verein – gemeinsam mit Katja Pöschl – verlassen und begab sie in die Vereinigten Staaten.
Mit Aufnahme eines Studiums an der North Carolina State University in Raleigh gehört sie auch dem Sport-Team der Bildungseinrichtung, dem Wolfpack (dt. Wolfsrudel), in der Atlantic Coast Conference an.

### Nationalmannschaft
Tölzel debütierte als Nationalspielerin für die U16-Nationalmannschaft, die in Haderslev das in Freundschaft ausgetragene Länderspiel gegen die U16-Nationalmannschaft Dänemarks mit 2:1 gewann; sie wurde zur zweiten Spielzeit für Thea Farwick eingewechselt.

## Erfolge
- Zweiter 2. Bundesliga 2023 und Aufstieg in die Bundesliga